# 램페이지: 더 테러리스트
《램페이지: 더 테러리스트》(영어: Rampage)는 2009년 제작된 캐나다와 독일의 영화이다. 1997년 2월 28일 미국 로스앤젤레스 노스할리우드에 위치한 아메리카 은행 무장 강도 사건을 모티프로 하여 우베 볼 감독이 연출하였다. 2009년 미국 판타스마고리아 영화제에서 최초 공개된 후 다수 영화제에서 상영되었고 2010년 독일에서 최초 개봉하였다. 이후 캐나다와 미국 등의 국가에서 DVD로 출시되었다.
대한민국에는 2014년 도키엔터테인먼트가 수입하여 7월 9일 서울특별시 종로구에 위치한 서울극장에서 1회 극장 자체 상영한 뒤 웹 다운로드로 출시하였다.

## 출연

### 주연
- 브렌단 플레처

### 조연
- 숀 시포스
- 마이클 파레
- 맷 플레워
- 린다 보이드
- 로버트 클락
- 말콤 스튜어트
- 스테펜 메네케스
- 케이티 그레이스
- 로리 브루네티
- 마크 브랜든
- 줄리 패츠왈드
- 캐서린 이자벨
- 콜렛 페리
- 미카엘라 만
- 크리스티 차론
- 브렌트 호지
- 페일 크리스찬 토머스

## 기타
- 공동제작: 브렌단 플레처
- 조감독: 브라이언 C. 나이트
- 사운드슈퍼바이저: 크리스틴 맥레오드
- 미술: 팅크
- 세트: 라 본느 지라르
- 시각효과: 에릭 노드비
- 분장팀: 라 본느 지라르
- 분장팀: 타냐 하워드
- 분장팀: 카라 도엘
- 분장팀: 헤더 맥렐란
- 의상: 에이에이샤 리
- 프로덕션매니저: 댄 클락
- 프로덕션매니저: 코 크루즈
- 프로덕션매니저: 조나단 쇼어